# Mary Churchill, Công tước phu nhân xứ Montagu
Mary Churchill, Công tước phu nhân xứ Montagu (15 tháng 7 năm 1689 – 14 tháng 5 năm 1751), là một quan chức triều đình và quý tộc người Anh, vợ của John Montagu, Công tước thứ 2 xứ Montagu. Mary là con gái út của John Churchill, Công tước thứ 1 xứ Marlborough và Sarah Jenyns. Mary Churchill từng đảm nhận chức vụ Lady of the Bedchamber cho Anne I của Anh và Caroline xứ Ansbach, Vương hậu Đại Anh

## Tiểu sử

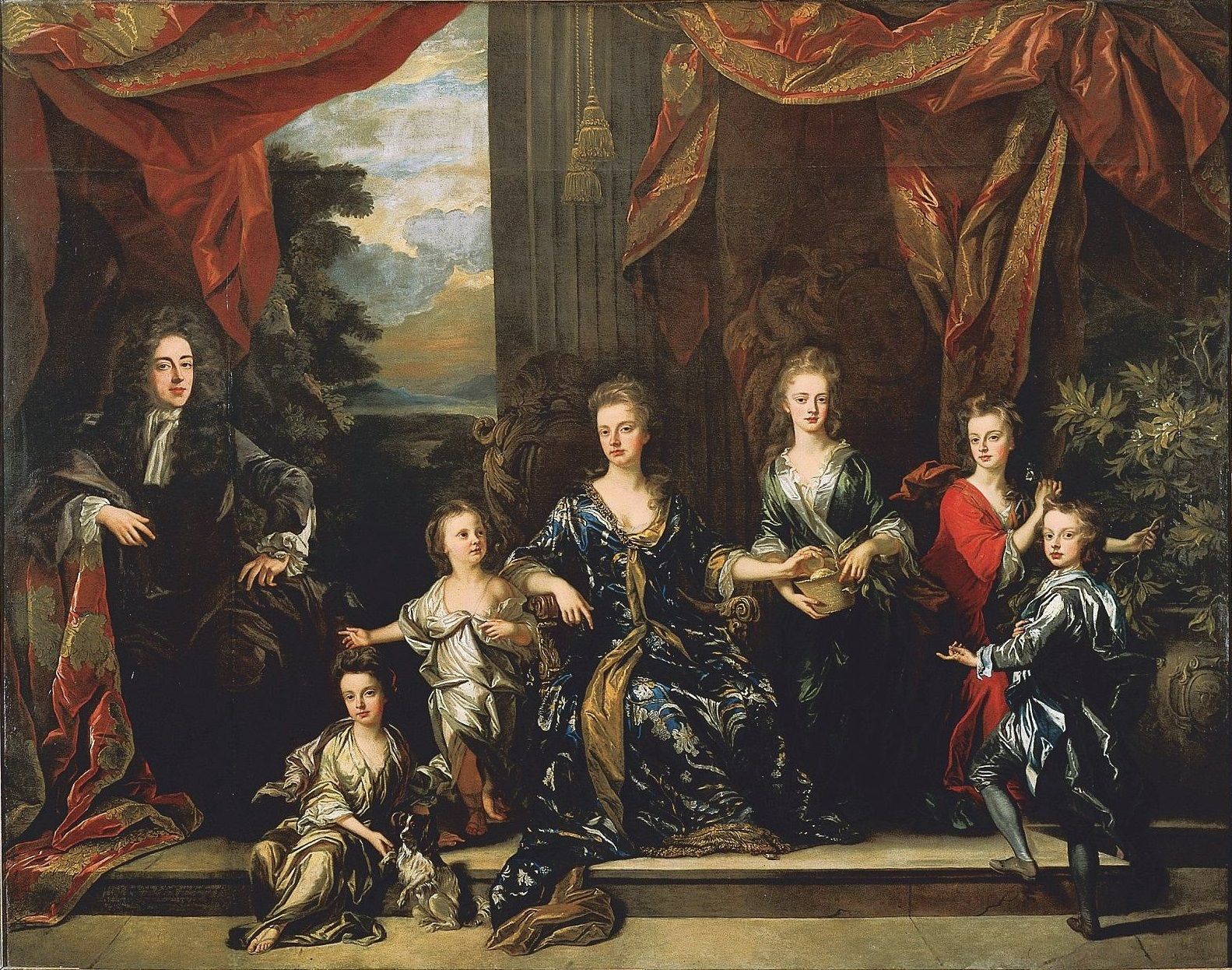
Gia đình của John Churchill, Công tước thứ 1 xứ Marlborough. Từ trái qua phải: Công tước xứ Marlborough, Elizabeth, Mary, Sarah Jennings, Công tước phu nhân xứ Marlborough, Henrietta, Anne và John.

Mary Churchill sinh ngày 15 tháng 7 năm 1689, là con gái thứ năm và là người con thứ sáu của John Churchill, Công tước thứ 1 xứ Marlborough và Sarah Jenyns. Sarah đã hoài thai Mary cùng thời điểm Nữ vương Anne I của Đại Anh (bấy giờ là Vương tức Đan Mạch) mang thai con trai William của Đan Mạch. Mẹ đỡ đầu của Mary là Anna Charlotte de Vic, Nam tước phu nhân Frescheville và Barbara Villiers, Tử tước phu nhân Fitzhardinge. Phu nhân Freschville và Phu nhân Fitzhardinge cũng là mẹ đỡ đầu của chị gái Elizabeth và em út Charles Churchill. Ngoài ra, chính Nữ vương Mary II của Anh cũng là mẹ đỡ đầu và là người đặt tên cho Mary Churchill.
Theo Đạo luật Quốc hội Anh ngày 21 tháng 6 năm 1706, trong đó cho phép các con gái của John Churchill, Công tước thứ 1 xứ Marlborough kế thừa tước vị Anh của cha, Mary trở thành người đồng thừa kế của cha mình giống như ba chị gái lớn là Henrietta, Anne và Elizabeth. Năm 1713, trước khi ra chiến trường, lo sợ bản thân sẽ qua đời, John Churchill đã viết di chúc, trong đó vợ của John, Sarah sẽ là người thực hiện di chúc của mình, đặc biệt nếu hai vợ chồng không có thêm con trai, Mary sẽ được thừa kế 20.000 bảng Anh nếu kết hôn với sự cho phép của Sarah, Henrietta sẽ nhận được 2.000 bảng và đối với hai người con Robert và Anne Spencer của con gái Anne, mỗi người sẽ được nhận 2.000 bảng Anh.

## Hôn nhân

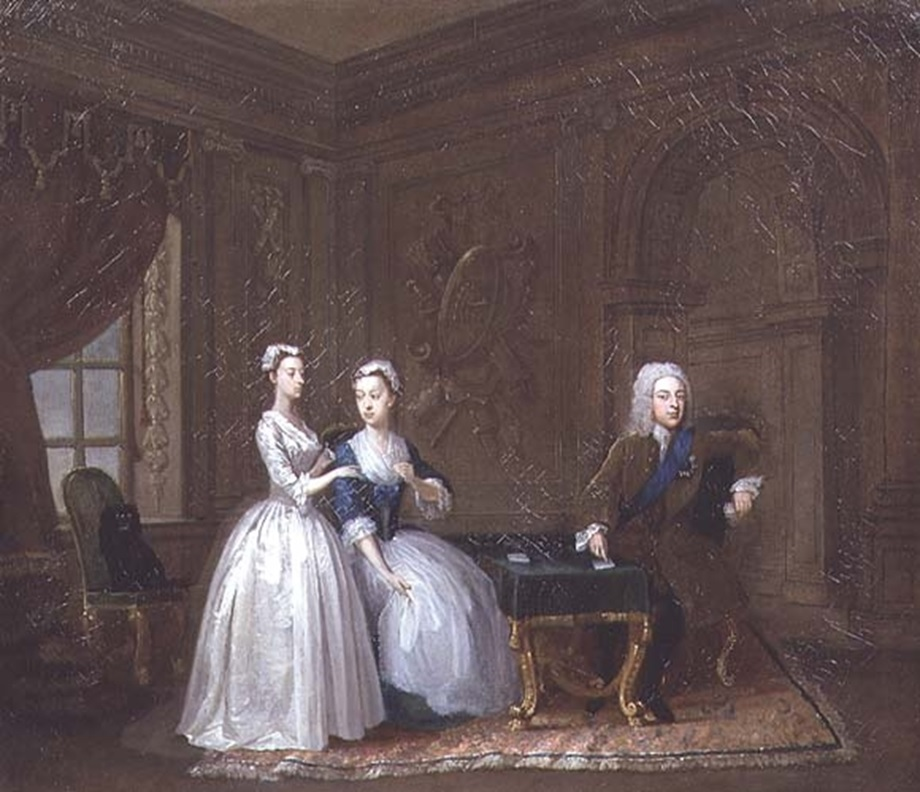
Tranh vẽ John Montague, Công tước thứ 2 xứ Montagu, Mary Churchill, Công tước phu nhân xứ Montagu và con gái út Mary Montagu, họa bởi Găen Hamilton, khoảng 1729–1730.

Khi được 13 tuổi, Mary được ngỏ lời cầu hôn từ John Montagu. Ngày 17 tháng 3 năm 1705, khi được 15 tuổi Mary Churchill kết hôn với John Montagu, Công tước thứ 2 xứ Montagu, bấy giờ được gọi là Hầu tước xứ Montbermer. Tại đám cưới, Nữ vương Anne I của Đại Anh đã tặng cho Mary một khoản tiền trị giá 5.000 bảng Anh, điều mà Nữ vương đã làm đối với ba người chị gái lớn của Mary là Henrietta, Anne và Elizabeth.

## Con cái
Mary và chồng có năm người con:
- Isabella Montagu (с. 1706 – 20 tháng 12 năm 1786), kết hôn lần thứ 1 với William Montagu, Công tước thứ 2 xứ Manchester và tái hôn với Edward Hussey-Montagu, Bá tước thứ 1 xứ Beaulieu. Hậu duệ của Isabella đến từ cuộc hôn nhân thứ hai.[18]
- John Montagu (1 tháng 11 năm 1706 – 1711), được gọi với nhã xưng là Hầu tước xứ Monthermer. John qua đời khi chỉ được 5 tuổi và được chôn cất ở Warkton vào ngày 7 tháng 9 năm 1711.[12]
- Eleanor Montagu (qua đời khi còn nhỏ).
- George Montagu (qua đời khi còn nhỏ).
- Mary Montagu (khoảng 1711 – 1 tháng 5 năm 1775), kết hôn với George Brudenell, Công tước thứ 1 xứ Montagu, bấy giờ là George Brudenell và có hậu duệ. Sau khi cha của Mary Montagu qua đời, George Brudenell cải họ thành Montagu và được tấn phong thành Công tước xứ Montagu.[19][20][21]
- Edward Montagu (27 tháng 12 năm 1725 – tháng 5 năm 1727).

## Vai trò tại triều đình
Mary Churchill từng đảm nhận chức vụ Lady of the Bedchamber cho Anne I của Anh. Từ năm 1714 đến năm 1717, Mary đảm nhận vai trò là Lady of the Bedchamber cho Caroline xứ Ansbach, từ khi Caroline còn là Vương phi xứ Wales cho đến khi trở thành Vương hậu Đại Anh.

## Ngoại hình, tính cách và mối quan hệ với gia đình
Mary Churchill và các chị em đều được đánh giá là rất đỗi xinh đẹp, trong đó Mary là người giống mẹ nhất. Trong khi hai người chị thứ Anne và Elizabeth là những cô con gái cưng của Sarah, thì Mary và người chị gái lớn Henrietta thì có mối quan hệ xa cách với mẹ. Thế nhưng, theo chính Nữ vương Anne I của Anh nhận định, Mary rất giống mẹ. Người chị gái thứ hai của Mary, Anne thường phải đứng ra xoa dịu mâu thuẫn giữa mẹ và hai người chị em Henrietta và Mary. Ngoài ra, sau khi người chị Elizabeth qua đời, Anne cũng trở nên thân thiết với Mary hơn. Thông qua những lá thư, Mary được nhận định là có cá tính mạnh mẽ và kiên định với quan điểm của mình. Mary cũng thường đi du lịch một mình mà không đi cùng chồng, một điều không phổ biến vào thời điểm đó.

### Xung đột với mẹ
Như chị gái lớn Henrietta, Mary từng có mối quan hệ tốt đẹp với mẹ. Sarah từng nhận định về Mary thuở còn bé rằng, Mary "luôn có phần khó khăn trong tính cách của con bé, con bé thường gắt gỏng với tôi, dù tôi luôn cố gắng nói chuyện với con bé với sự ngọt ngào. Tuy nhiên, vì con bé có bản tính rất hóm hỉnh, và (theo tôi nghĩ) rất xinh đẹp, thì còn rất lâu nữa con bé mới khiến tôi mất đi sự yêu thích đối với nó..." Mary cũng từng viết thư cho mẹ rằng:
| “ | My dear mama can't imagine how much I long to see her, but I won't desire to come to St Albans yet, for I know you can't be enough alone when Papa is with you to care for me, but I hope if you stay there longer than Papa, you will be so good at to let me be with you, for you can't think how happy that would make your most dutiful daughter. | ” |

| “ | Mẹ yêu của con không thể tưởng tượng rằng con mong muốn được gặp mẹ đến nhường nào, nhưng con chưa muốn đến St Albans, vì con biết mẹ sẽ không thể chăm sóc con khi ở với ba, nhưng con mong nếu mẹ ở đó lâu hơn ba, thật tốt nếu mẹ để con đến với mẹ, vì mẹ không biết rằng điều đó sẽ khiến đứa con ngoan ngoãn nhất của mẹ hạnh phúc đến nhường nào. | ” |

Trong một lần đến thăm chị gái Anne ở Althorp, Mary nhận phải ánh mắt gay gắt từ mẹ đến nỗi phải cầu xin mẹ nói cho biết bản thân phạm phải lỗi gì để sửa đổi. Bản thân Sarah cũng thường trừng phạt con gái nếu cho rằng Mary đã làm hành động sai trái nào đó bằng cách tỏ ra lạnh lùng cho đến khi Mary nhận ra.

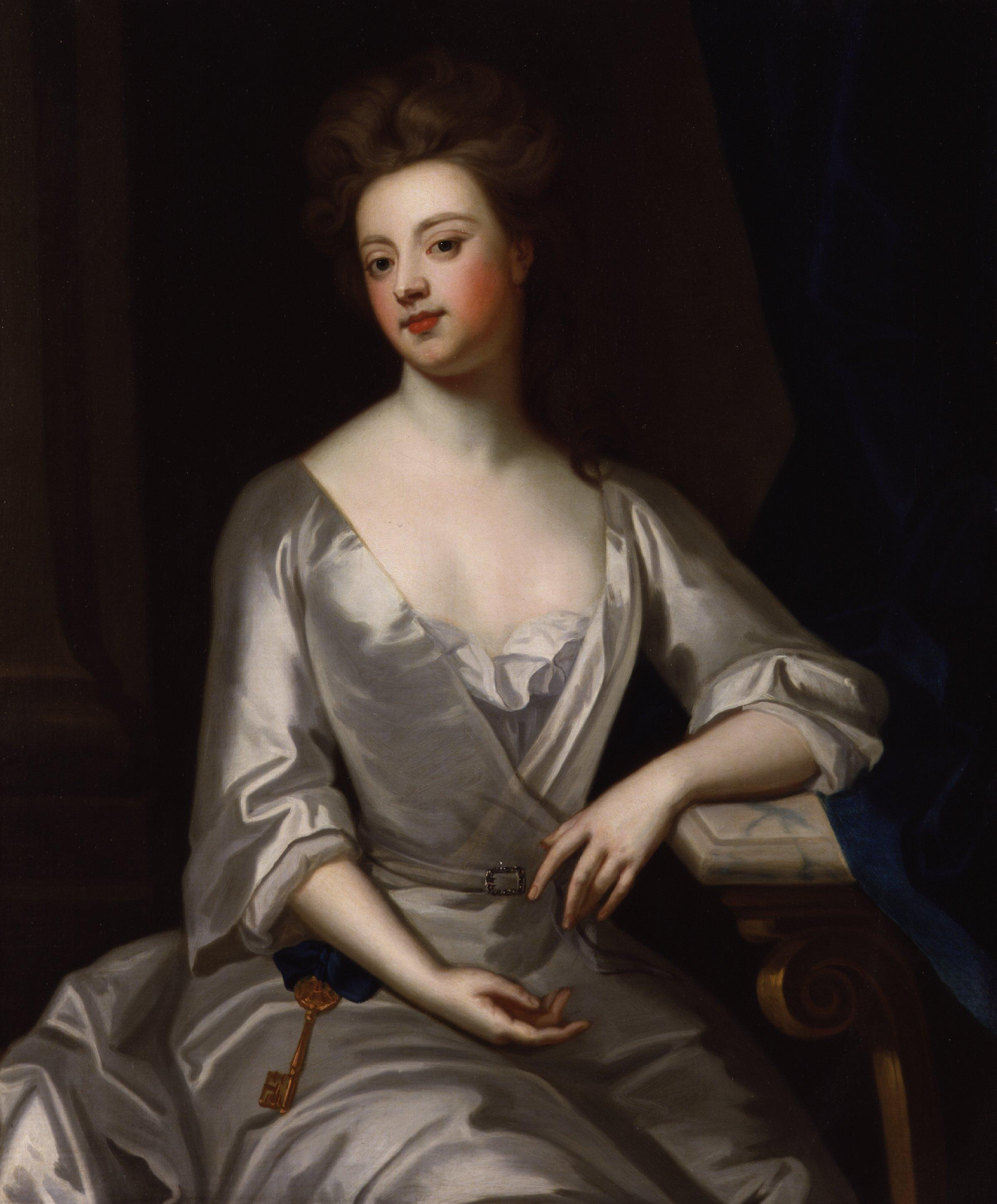
Sarah Jennings, Công tước phu nhân xứ Marlborough, chân dung bởi Sir Godfrey Kneller.

Sau khi kết hôn, Mary vẫn sống với mẹ. Khi John Montagu muốn Mary sống cùng mình, Mary đã chuyển đến ở với chồng tại Dinh thự Montagu. Sau khi Mary chuyển đi, Sarah đã rất tức giận khi biết con gái phàn nàn về việc trợ cấp hằng năm bị giảm xuống từ 800 thành 500 bảng Anh, đặc biệt là sau khi chồng của Mary tiếp tục gửi hóa đơn cho Sarah cho những bộ trang phục Mary đã mua dù hai vợ chồng đã kết hôn được vài năm. Tuy nhiên, những lời phàn nàn từ Mary lại đến từ việc bản thân Mary phải chăm chút cho vẻ bề ngoài, như cái cách mà hai vợ chồng Công tước xứ Marlborough đã nuôi dạy con gái. Dù sau này Mary thường đến thăm mẹ tại Cung điện Thánh James, mối quan hệ giữa hai mẹ con đã trở nên căng thẳng và Sarah không hài lòng với thái độ của con gái: "Một trong những ảo tưởng của con bé là nếu con bé đến thăm tôi hay gặp tôi ở nơi công cộng, con bé sẽ không phải hành lễ với tôi..." Trước lời khiển trách của mẹ, Mary giải thích rằng: "Con thật khốn khổ thay khi mẹ cảm thấy có quá nhiều điều khó chịu ở con mà không nói gì cả, rồi sau cùng mẹ lại giận dữ đến mức con phải thú nhận rằng con không biết phải hành xử thế này với mẹ, hay phải làm những gì.". Tuy nhiên, lời giải thích của con gái chỉ khiến Sarah thêm khó chịu và cho rằng thật vô lý.
Mùa hè năm 1707 là khoảng thời gian Sarah có những lần tranh cãi lớn với hai người con gái lớn Henrietta và con gái út Mary. Sarah đã đổ lỗi cho Mary vì đã thất bại trong việc giữ mối quan hệ tốt đẹp với chồng và cha chồng, do đó không thể hỗ trợ cho gia đình về mặt chính trị. Nhưng cũng trong khoảng thời gian này, khi Luân Đôn bị ruồi tấn công, Mary đã gửi con trai đến thăm Sarah ở Cung điện Thánh James như một đề nghị hòa giải cùng với lời nhắn rằng đây là lần đầu tiên con trai rời khỏi Dinh thự Montagu kể từ khi ốm bệnh và bản thân không thể đến thăm vì phải cai sữa cho đứa con mới sinh. Mary còn gửi lời xin lỗi đến mẹ rằng: "Thật bất hạnh cho con khi mẹ luôn nghĩ rằng mỗi khi con làm gì sai thì con luôn làm điều này một cách có chủ đích xúc phạm." Nguyên do là Sarah cho rằng đã thấy Mary cùng một người hầu cận cười nhạo mình, Sarah đã chỉnh đốn Mary về cách hành xử và nghĩa vụ hơn thừa nhận bản thân bị tổn thương.
Mary thường đến thăm Dinh thự Godolphin nơi chị gái Henrietta chủ trì những buổi gặp mặt. Khi Sarah mời hai chị em đến tham dự những buổi gặp gỡ xã giao của mình thì hai chị em từ chối, trong khi người chị thứ của Mary là Anne thường đồng ý tham dự. Anne thường phải thay mặt Mary xin mẹ bỏ qua cho em gái, thừa nhận rằng Mary không phải người ôn hòa nhất, nhưng em gái không có ý xấu đối với Sarah.
Là người con cưng của cha, Mary thường nhờ cậy cha lên tiếng bênh vực cho mình, nhưng sau khi Mary trở thành Công tước phu nhân xứ Montagu vào năm 1709 và khi John Churchill đang ở Luân Đôn, ngài Công tước đã viết thư cho con gái và nói rằng bản thân không thể bỏ qua cho cách Mary hành xử với mẹ mình được nữa. Thế nhưng, trong lá thư cuối cùng Mary gửi mẹ vài năm trước đó, Mary đã bày tỏ sự hối tiếc về những bất đồng giữa hai mẹ con: "Con không thể cảm thấy nhẹ lòng mà không nói rằng mỗi lần mẹ phật ý là một rắc rối mới mẻ và lớn lao đối với con, con luôn vô cùng yêu mẹ và con tin rằng sẽ luôn như vậy, dù rằng mẹ khiến con rất khổ sở, điều đó khiến con cảm thấy khó khăn gấp đôi bởi bản tính tốt bụng của mẹ..." Không rõ lời nhận định mẹ mình có bản tính tốt bụng của Mary thật sự chân thành hay chỉ để xoa dịu người mẹ độc đoán.

Ngày 14 tháng 5 năm 1711, Công tước xứ Marlborough viết thư yêu cầu vợ rời khỏi Cung điện Thánh James, nguyên do có thể bởi yêu cầu từ Nữ vương Anne I. Chưa thể chuyển về ngay Dinh thự Marlborough, Sarah tạm thời chuyển đến sống cùng con gái tại Dinh thự Montagu. Trở nên xa cách với mẹ, Mary cảm thấy khó chịu khi mẹ đến ở lại, trong khi mẹ chồng của Mary lại hoang tưởng rằng mình là Nữ vương Anh và nhà chồng đang gặp khó khăn tài chính. Ngày càng căng thẳng với con gái, Sarah vô cùng mong dọn khỏi Dinh thự Montagu mà trở về Dinh thự Marlborough. Tháng 5 năm 1712, khi Sarah đang ở tại Windsor Lodge, Công tước phu nhân nhận được một lá thư kể về cuộc tranh cãi giữa Mary và Elizabeth Felton, Nam tước phu nhân Hervey, điều này khiến Sarah không ngủ được và lo lắng cho danh tiếng của con gái sau khi nghe kể về sự thô lỗ đối với người phụ nữ mà trước đó Mary và chị gái đã đến thăm nhà mùa đông vừa qua. Cụ thể, Phu nhân Hervey phát hiện Mary đang cười nhạo mình, và Mary, tự minh oan cho mình, như cách Sarah sẽ làm nếu lâm vào cảnh tương tự, kể cả nếu như Mary có cười nhạo Phu nhân Hervey thì cũng chỉ là cố gắng xoa dịu sự ác ý của đối phương. Tuy nhiên, Mary cũng thừa nhận bản thân không hoàn toàn vô tội và xấu hổ vì cuộc cãi vã, khi biết mẹ mình không chấp nhận chuyện này. Về phía Sarah, Công tước phu nhân đã khuyên răn con gái cảnh giác về sức mạnh của lời đồn và đã viết cho con gái rằng kể cả khi Mary là người đúng thì cũng phải cảnh giác: "con có thể tự khẳng định rằng không có nơi nào mà hội tụ hai tới ba người nhưng việc lặp lại những gì cô ta nói với con là một trò tiêu khiển, và không nghi ngờ gì khi đó là chủ đề của mọi quán cà phê..." và khuyên bảo con gái tránh xa những thị phi bằng cách "không ảnh hưởng đến đời sống thường ngày của con ở ngoài xã hội." Tuy nhiên, Sarah vẫn đặt gia đình lên trước. Công tước phu nhân đã viết thư cho Phu nhân Hervey, bày tỏ sự hối tiếc khi phải cắt đứt mối quan hệ với một người bạn cũ để bảo toàn danh tiếng cho con gái. Sarah ngụ ý rằng cuộc tranh cãi nổ ra vì "cơn chóng mặt" của con gái. Do đó Mary cảm thấy khó chịu hơn hài lòng khi Sarah gửi bản sao chép của bức thư cho con gái.

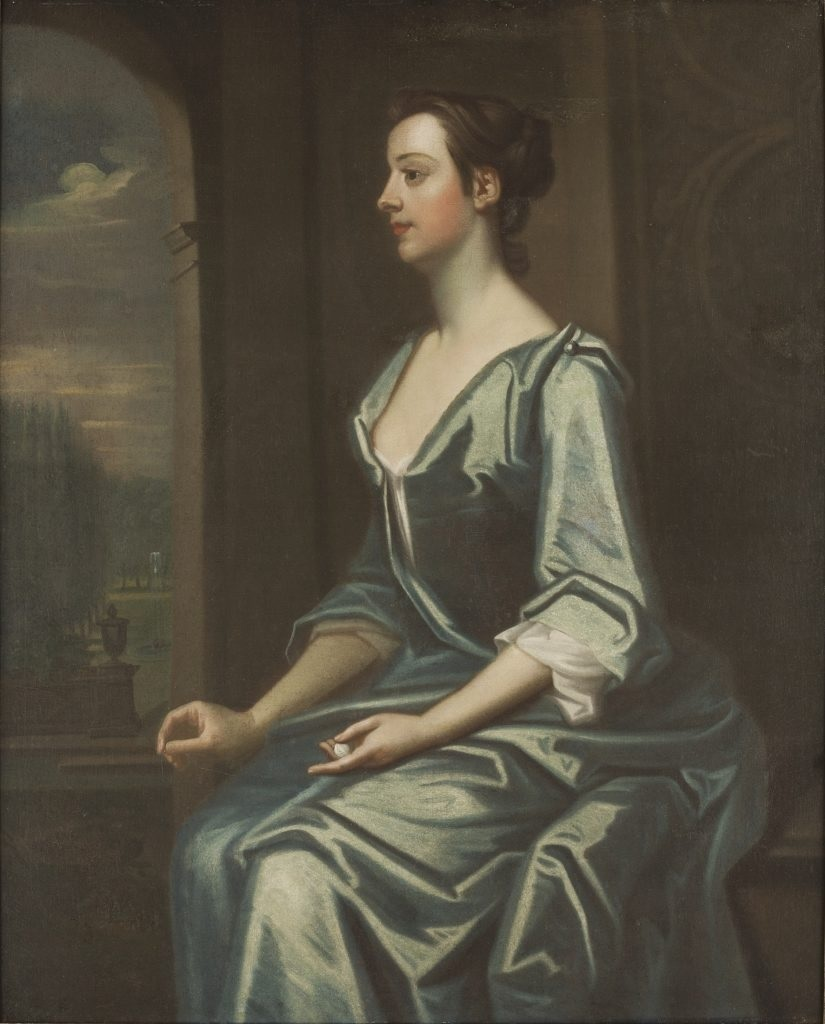
Mary Churchill, Công tước phu nhân xứ Montagu.

Ngày 4 tháng 8 năm 1714, ba ngày sau khi Nữ vương  Anne I của Anh qua đời, vợ chồng Công tước xứ Marlborough trở về Luân Đôn và đoàn tụ cùng các con gái. Tối hôm đó, khi cả gia đình và các vị khách về đến Dinh thự Marlborough, Sarah cố gắng bắt chuyện với Mary thế nhưng theo Sarah, Mary "không hề nói một lời nào với tôi trong thời gian con bé ở đây, nhưng lại nhìn tôi với ánh nhìn khinh bỉ như thể con bé đén đây để gặp cha nó chứ không gặp tôi." Khi chồng của Mary, John Montagu, Công tước thứ 2 xứ Montagu mời nhà vợ đến ăn tối, Sarah đã từ chối tham dự và viết thư gửi con gái Mary rằng bản thân sẽ hạn chế gặp con gái hết mức có thể nhưng sẽ đủ để tránh bị nghị luận. Thế nhưng, Công tước xứ Montagu đã viết thư hồi đáp mẹ vợ rằng bản thân mong vợ sẽ không gặp Sarah với tình cảnh đó.
Mùa xuân năm 1715, Sarah lâm bệnh nặng. Dù đau ốm, Sarah vẫn có những cuộc cãi vã với hai con gái Henrietta và Mary vì Sarah lúc này cần những cử chỉ tình cảm nhưng bị hai con khước từ. Sau khi chị gái Anne qua đời, Sarah được thôi thúc làm hòa với hai người con gái còn sống là Henrietta và Mary, trong đó Sarah đã viết thư gửi Mary rằng:
| “ | I am resolved to make one step more, which is to put you in mind that whatever differences we have had, that they did not proceed from what generally makes parents & children disagree: a desire in the first of keeping an authority over them. All that I ever wished for was your kindness, and all that I ever complained of proceeded from the want of it, but I find I still love you too well to enter into the reproaches that I might too justly make you, & I write this only to ask you if there is any thing in the world that I can do, which can make you love me, that we may live in perfect friendship... But if you find that you can be no otherwise to me than as formerly or what is very little better, to live in a cold uneasy ceremony, I think it is best to continue as we are, without making any new comedies for the world. | ” |

| “ | Mẹ quyết định tiến thêm một bước nữa, để con nhớ rằng bất kể sự khác biệt nào mà chúng ta có, chúng không xuất phát từ những điều thường khiến cha mẹ và con cái bất hòa: khao khát từ phía cha mẹ trong việc duy trì quyền uy đối với con cái. Những điều mẹ mong mỏi đó là sự tử tế của con, và những gì mẹ đã than phiền đều là vì mong muốn ấy nhưng mẹ nhận ra mẹ vẫn còn vô cùng yêu thương con để mà có thể khiển trách con, và mẹ viết những điều này chỉ để hỏi con rằng nếu có điều gì đó trên đời này mà mẹ có thể làm, để mà khiến con yêu thương mẹ, rằng ta có thể có một mối quan hệ bằng hữu hoàn hảo... Nhưng nếu con thấy mối quan hệ của chúng ta không thể tốt hơn trước hay phải sống theo những nghi lễ xa cách khó chịu, thì mẹ nghĩ tốt nhất chúng ta cứ như bây giờ, để làm tạo ra thêm trò cười nào nữa cho thiên hạ. | ” |

Chấp nhận đề nghị hòa giải của mẹ, Mary đã gặp Sarah ở Holywell. Hy vọng vào mối quan hệ tốt đẹp hơn đối với con gái, Sarah đã đốt hết các bức thư cũ của Mary, tin rằng không cần đem việc ra để hậu thế tranh cãi. Thế nhưng khi Mary chuẩn bị rời St Albans, Sarah phát hiện ra trong đoàn tùy tùng của con gái có một người đàn ông mà Sarah đã đuổi việc vào năm 1712 "vì những tội lỗi ặng nề" và nổi giận với con gái, cho rằng Mary cố tình làm trái những gì Sarah đã làm và chưa kể dám đưa người hầu nam đó trở lại dưới mái nhà của Sarah. Ngoài ra, trong Cuốn sách Xanh của mình, Sarah còn than phiền rằng Mary tiếp tục lảng tránh mẹ, không bao giờ mời mình đến ăn tối, xem kịch hay opera và để cho người lạ báo cho Sarah biết cháu ngoại nhà Montagu của mình đang bị ốm. Thế nhưng Sarah giữ những lời than phiền này trong Cuốn sách Xanh của mình và hai mẹ con vẫn tiếp tục trao đổi thư từ cá nhân và Mary dành kì nghỉ đầu tiên ở lục địa.
Năm 1718, Mary viết một lá thư dài sáu dòng nhờ mẹ thông báo tình hình sức khỏe của cha khi mình không có mặt ở thị trấn. Sarah đã nhân cơ hội than trách con gái không cho bản thân biết con gái đến thăm cha lúc Sarah vắng nhà. Vợ chồng Công tước xứ Marlborough sau đó đến Tumbridge Wells và không nghe ngóng được gì về Mary. Khi vợ chồng Sarah trở về Luân Đôn, Mary và chồng không đến thăm cha dù có tin báo rằng John Churchill sắp không qua khỏi. Khi Mary đến thăm, Sarah không thể nói nên lời vì nước mắt nhưng câu hỏi duy nhất Mary đưa ra là hỏi thăm về cháu gái Diana Spencer. Sarah tiếp tục kể lại sự bối rối của mình trước mắt bạn bè như Công tước phu nhân xứ Moumonth khi Mary đến thăm mà không gặp Sarah, hy vọng rằng hai người con gái Henrietta và Mary sẽ hiểu được nỗi khổ tâm của mình khi bị các con đối xử tương tự và tự thuyết phục bản thân rằng mình đã là một người mẹ tốt. Sau cùng Sarah gửi lời tái bút cho con gái rằng cha đã thoải mái hơn nhưng e lại khó trở về như trước.
Năm 1721, khi sức khỏe của John suy yếu, cứ cách khoảng mười ngày, Mary Churchill và chị gái Henrietta Churchill, Công tước thứ 2 xứ Marlborough (bấy giờ chỉ mới là Bá tước phu nhân xứ Godolphin) sẽ đến thăm cha, nhưng cả hai chị em đều lờ đi mẹ của mình, thậm chí còn chẳng cố gắng hòa giải với mẹ. Sau khi John qua đời, Sarah rất cần sự an ủi, tuy nhiên Mary và Henrietta lại xa lánh mẹ và hành xử "như những kẻ thù sẽ kể cho những người khác việc tôi đã làm một cách sai trái..."

### Hòa giải
Vào những năm cuối đời, Sarah tìm cách hòa giải với Mary, người con còn sống duy nhất. Người đứng trung gian hòa giải giữa hai mẹ con là Jane Hammond. Mary lúc bấy giờ đang trong độ tuổi 50 và mất dần thị lực. Tháng 5 năm 1739, phu nhân Hammond đã lừa cả hai người phụ nữ rằng người kia đã ngỏ lời hòa giải. Thế nhưng, Sarah sẽ không tha thứ cho Mary nếu con gái không nhận là mình đã sai. Từ Wimbledon, Sarah gửi cho Mary Cuốn sách Xanh của mình, ghi lại những "hành vi xấu xa" mà con gái đã làm với mình và viết cho Mary rằng: "Mẹ không nghĩ ra lý do tốt đẹp nào để viết nên những điều này, khi mà, nếu một người lạ đọc được những điều này, họ sẽ nghĩ đây là một câ chuyện lãng mạn. Mẹ tin rằng con không nhớ nhiều điều trong đây, vì bản tính con quá mạnh mẽ để con dừng lại mà suy ngẫm." Sarah không hy vọng lá thư sẽ tác động đến con gái, nhưng tin rằng Mary nên biết bản thân không nên cố chấp nghĩ rằng mình không làm gì sai đối với bổn phận một người con.

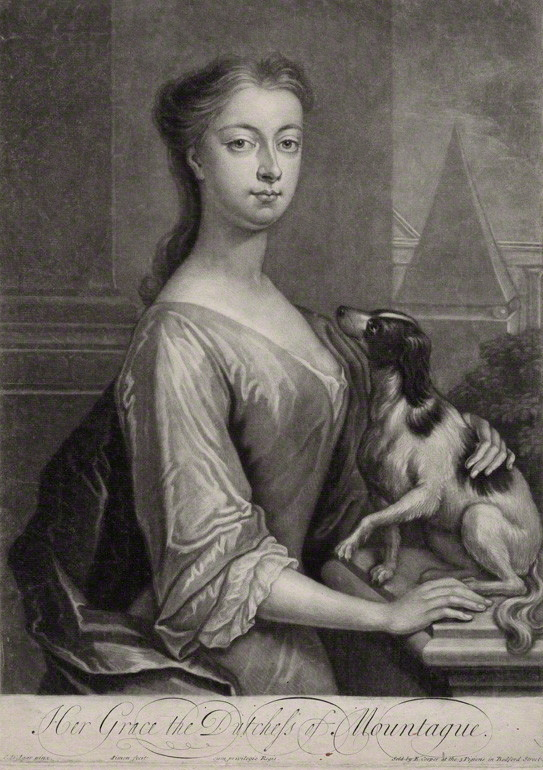
Bản khắc của Mary Churchill, Công tước phu nhân xứ Montagu bởi John Simon.

Mary đã hồi âm bằng lời xin lỗi trang trọng, điều mà phu nhân Hammond nghĩ rằng "rất tuyệt với một cá tính mạnh mẽ như Mary" nhưng Sarah nghĩ rằng lời xin lỗi "chả khác nào như thể con bé vô tình giẫm lên chân của tôi". Jane Hammond sau đó đề nghị Sarah nên đưa ra ví dụ rằng một bức thư nên viết như thế nào để làm hài lòng Sarah, mà khi Sarah nhớ lại rằng "Tôi không thể ngừng cười, nói rằng điều đó thật mới mẻ khi tôi hướng dẫn viết một lá thư từ một người con gái đã tệ với tôi trong nhiều năm." Khi Hammond hứa rằng sẽ mang lá thư đến cho Mary như là lá thư mẫu của chính mình, sự tò mò đã thôi thúc Sarah chờ xem Mary có trả lại bức thư hay không.
Cho đến tháng 11 vẫn không có hồi âm từ Mary, Sarah đã mô tả con gái có "trái tim cứng rắn". Khi tưu xin lỗi của con gái được gửi tới, Sarah đã gạch chân những chỗ bản thân thấy chưa đủ chân thành, gửi một bản phân tích dài cho Jane Hammond, khen ngợi phong cách viết "linh hoạt" của con gái, nhưng không chấp nhận ý tốt của Mary. Mary đã nhận định rằng mình ước mẹ "bớt thích thú với phong cách viết mà chú trọng hơn về thông điệp". Một tháng sau đó, khi nhận được một lá thư xin lỗi khác từ Mary, Sarah vẫn tỏ ra hoài nghi và thận trọng, nói với Phu nhân Hammond rằng giọng văn ấm áp của con gái là Sarah nhớ tới chính mình, bản thân đã tha thứ cho con gái từ đáy lòng nhưng chưa thể gặp con và giải thích rằng:
| “ | I am what is called bedridden and dying. And though I believe her wit entertaining, I can read that out of any book, and am content with the very few friends I keep company with when I am out of pain. And, at my age, tis impossible to love anybody with passion, as I did her a great while, but I own that has been long burnt out. And I have nothing to do but be as quiet as I can. | ” |

| “ | Tôi đang trong cái tình trạng được gọi là nằm liệt giường và sắp không qua khỏi. Và mặc dù tôi tin rằng sự hóm hỉnh của con bé rất thú vị, tôi có thể đọc được những điều như vậy từ bất kỳ cuốn sách nào, và hài lòng với số rất ít những người bạn mà tôi luôn bầu bạn mỗi khi không còn buồn rầu. Và, ở tuổi của tôi, rất khó để yêu thương ai đó cách nồng nhiệt, và ti6 cho rằng khả năng đó đã cạn kiệt trong tôi từ lâu. Và tôi không thể làm gì khác ngoài việc tĩnh lặng nhất có thể. | ” |

Thế nhưng hai năm sau đó, Sarah đã bị thuyết phục mà viết một bức thư tha thứ cho Mary, cũng như là để tự minh oan cho bản thân rằng mình không hề yêu thương Mary ít hơn con gái Anne hay các anh em, thú nhận rằng bản thân hy vọng rằng khi Mary nhận được Cuốn sách Xanh thì sẽ chạy đến với Sarah từ Wimbledon mà cầu xin sự tha thứ, tự tin rằng bản thân chưa từng khiến các con cảm thấy xấu hổ và Mary đôi khi "hành xử không tốt". Mary đã hồi âm cho Sarah, biết ơn vì sự tha thứ của mẹ và mong rằng có thể đến gặp mẹ, quỳ xuống và cầu xin được tha thứ. Sarah đã rất vui với bức thư, cho rằng lần đầu tiên sau 30 năm, Sarah nhận được lời hồi âm ấm áp như thế này từ con gái. Sarah khẳng định rằng bản thân không thực sự muốn con gái quý dưới chân mình và trả lời rằng một chuyến thăm "sẽ không mang lại sự thỏa mãn nào cho mẹ, người chỉ mong mỏi rằng trái tim con sẽ hướng về với mẹ" và con gái sẽ thấy mình là "người bạn tâm tình ngu ngốc" vì Sarah từ lâu đã không còn thiết tha sống nhưng mong con gái Mary sống thật lâu và hạnh phúc. Mary đã nói với mẹ rằng mọi lỗi lầm của mình "đến từ trí óc, không phải trái tim, và con chưa bao giờ ngừng yêu mẹ trong suốt ba mươi năm qua mà cả cuộc đời con lại không biết rằng con yêu mẹ nhiều. Sau đó Mary đã đến thăm mẹ tại Dinh thự Marlborough.
Sau khi Sarah qua đời, Mary được mẹ cho thừa kế một chiếc hộp nhỏ bằng vàng, trong đó có hai bức hình của John Churchill, Công tước thứ 1 xứ Marlborough khi còn trẻ, một chiếc vòng tay ngọc trai chứa một bức hình của John Churchill được phủ kim cương và một chiếc vòng tay khác chứa hai bức ảnh tráng men của hai người chị gái thứ của Mary là Anne và Elizabeth.

## Qua đời và di chúc
Mary qua đời ngày 14 tháng 5 năm 1751 và được chôn cất ở Warkton. Một trong những người được hưởng lợi từ di chúc của Mary Churchill là Ignatius Sancho, một nô lệ người châu Phi mà Mary nhận làm quản gia sau cái chết của chồng. Mary đã để lại cho Ignatius Sancho một khoản tiền trợ cấp thường niên trị giá 30 bảng Anh (có sức mua tương đương 5600 bảng năm 2022), nhưng do không tìm được nghề nghiệp thay thế, Ignatius quay trở lại phục vụ gia đình Montagu.

## Trong nghệ thuật
Mary được vẽ chân dung bởi Sir Godfrey Kneller vào năm 1740. Bức chân dung của Mary cùng chồng và con gái được Gawen Hamilton vẽ vào khoảng năm 1729. Công tước phu nhân được nhắc đến một cách gián tiếp trong tác phẩm châm biếm năm 1709 của Delarivier Manley có tên là The New Atalantis.

## Tước hiệu và nhã xưng
- 15 tháng 7 năm 1689 – 17 tháng 3 năm 1705: Lady Mary Churchill (Công nương Mary Churchill)
- 17 tháng 3 năm 1705 – 9 tháng 3 năm 1709: Marchioness of Montbermer (Hầu tước phu nhân xứ Montbermer)
- 9 tháng 3 năm 1709 – 14 tháng 5 năm 1751: Her Grace The Duchess of Montagu (Đức bà Công tước phu nhân xứ Montagu)

## Tổ tiên
| \| \| \| \| \| \| \| \| \| \| \| \| \| \| 16. Jasper Churchill \| \| \| \| \| \| \| \| \| \| \| \| \| \| \| \| \| \| \| \| \| \| \| \| \| \| \| \| \| \| \| \| \| \| \| \| \| \| \| \| \| \| \| \| \| \| \| \| \| \| \| \| \| \| \| \| \| \| \| \| 8. John Churchill \| \| \| \| \| \| \| \| \| \| \| \| \| \| \| \| \| \| \| \| \| \| \| \| \| \| \| \| \| \| \| \| \| \| \| \| \| \| \| \| \| \| \| \| \| \| \| \| \| \| \| \| \| \| \| \| \| \| \| \| \| \| \| \| \| \| \| \| \| \| \| \| 17. Elizabeth Chaplet \| \| \| \| \| \| \| \| \| \| \| \| \| \| \| \| \| \| \| \| \| \| \| \| \| \| \| \| \| \| \| \| \| \| \| \| \| \| \| \| \| \| \| \| \| \| \| \| \| \| \| \| \| \| \| \| \| \| \| \| \| \| \| \| \| \| \| \| \| \| \| \| 4. Winston Churchill \| \| \| \| \| \| \| \| \| \| \| \| \| \| \| \| \| \| \| \| \| \| \| \| \| \| \| \| \| \| \| \| \| \| \| \| \| \| \| \| \| \| \| \| \| \| \| \| \| \| \| \| \| \| \| \| \| \| \| \| \| \| \| \| \| \| \| \| \| \| \| \| 18. \| \| \| \| \| \| \| \| \| \| \| \| \| \| \| \| \| \| \| \| \| \| \| \| \| \| \| \| \| \| \| \| \| \| \| \| \| \| \| \| \| \| \| \| \| \| \| \| \| \| \| \| \| \| \| \| \| \| \| \| \| \| \| \| \| \| \| \| \| \| \| \| 9. Sarah Winston \| \| \| \| \| \| \| \| \| \| \| \| \| \| \| \| \| \| \| \| \| \| \| \| \| \| \| \| \| \| \| \| \| \| \| \| \| \| \| \| \| \| \| \| \| \| \| \| \| \| \| \| \| \| \| \| \| \| \| \| \| \| \| \| \| \| \| \| \| \| \| \| 19. \| \| \| \| \| \| \| \| \| \| \| \| \| \| \| \| \| \| \| \| \| \| \| \| \| \| \| \| \| \| \| \| \| \| \| \| \| \| \| \| \| \| \| \| \| \| \| \| \| \| \| \| \| \| \| \| \| \| \| \| \| \| \| \| \| \| \| \| \| \| \| \| 2. John Churchill, Công tước thứ 1 xứ Marlborough \| \| \| \| \| \| \| \| \| \| \| \| \| \| \| \| \| \| \| \| \| \| \| \| \| \| \| \| \| \| \| \| \| \| \| \| \| \| \| \| \| \| \| \| \| \| \| \| \| \| \| \| \| \| \| \| \| \| \| \| \| \| \| \| \| \| \| \| \| \| \| \| 20. \| \| \| \| \| \| \| \| \| \| \| \| \| \| \| \| \| \| \| \| \| \| \| \| \| \| \| \| \| \| \| \| \| \| \| \| \| \| \| \| \| \| \| \| \| \| \| \| \| \| \| \| \| \| \| \| \| \| \| \| \| \| \| \| \| \| \| \| \| \| \| \| 10. \| \| \| \| \| \| \| \| \| \| \| \| \| \| \| \| \| \| \| \| \| \| \| \| \| \| \| \| \| \| \| \| \| \| \| \| \| \| \| \| \| \| \| \| \| \| \| \| \| \| \| \| \| \| \| \| \| \| \| \| \| \| \| \| \| \| \| \| \| \| \| \| 21. \| \| \| \| \| \| \| \| \| \| \| \| \| \| \| \| \| \| \| \| \| \| \| \| \| \| \| \| \| \| \| \| \| \| \| \| \| \| \| \| \| \| \| \| \| \| \| \| \| \| \| \| \| \| \| \| \| \| \| \| \| \| \| \| \| \| \| \| \| \| \| \| 5. Elizabeth Drake \| \| \| \| \| \| \| \| \| \| \| \| \| \| \| \| \| \| \| \| \| \| \| \| \| \| \| \| \| \| \| \| \| \| \| \| \| \| \| \| \| \| \| \| \| \| \| \| \| \| \| \| \| \| \| \| \| \| \| \| \| \| \| \| \| \| \| \| \| \| \| \| 22. \| \| \| \| \| \| \| \| \| \| \| \| \| \| \| \| \| \| \| \| \| \| \| \| \| \| \| \| \| \| \| \| \| \| \| \| \| \| \| \| \| \| \| \| \| \| \| \| \| \| \| \| \| \| \| \| \| \| \| \| \| \| \| \| \| \| \| \| \| \| \| \| 11. \| \| \| \| \| \| \| \| \| \| \| \| \| \| \| \| \| \| \| \| \| \| \| \| \| \| \| \| \| \| \| \| \| \| \| \| \| \| \| \| \| \| \| \| \| \| \| \| \| \| \| \| \| \| \| \| \| \| \| \| \| \| \| \| \| \| \| \| \| \| \| \| 23. \| \| \| \| \| \| \| \| \| \| \| \| \| \| \| \| \| \| \| \| \| \| \| \| \| \| \| \| \| \| \| \| \| \| \| \| \| \| \| \| \| \| \| \| \| \| \| \| \| \| \| \| \| \| \| \| \| \| \| \| \| \| \| \| \| \| \| \| \| \| \| \| 1. Mary Churchill \| \| \| \| \| \| \| \| \| \| \| \| \| \| \| \| \| \| \| \| \| \| \| \| \| \| \| \| \| \| \| \| \| \| \| \| \| \| \| \| \| \| \| \| \| \| \| \| \| \| \| \| \| \| \| \| \| \| \| \| \| \| \| \| \| \| \| \| \| \| \| \| 24. John Jennings \| \| \| \| \| \| \| \| \| \| \| \| \| \| \| \| \| \| \| \| \| \| \| \| \| \| \| \| \| \| \| \| \| \| \| \| \| \| \| \| \| \| \| \| \| \| \| \| \| \| \| \| \| \| \| \| \| \| \| \| \| \| \| \| \| \| \| \| \| \| \| \| 12. John Jennings \| \| \| \| \| \| \| \| \| \| \| \| \| \| \| \| \| \| \| \| \| \| \| \| \| \| \| \| \| \| \| \| \| \| \| \| \| \| \| \| \| \| \| \| \| \| \| \| \| \| \| \| \| \| \| \| \| \| \| \| \| \| \| \| \| \| \| \| \| \| \| \| 25. Anne Brouncker \| \| \| \| \| \| \| \| \| \| \| \| \| \| \| \| \| \| \| \| \| \| \| \| \| \| \| \| \| \| \| \| \| \| \| \| \| \| \| \| \| \| \| \| \| \| \| \| \| \| \| \| \| \| \| \| \| \| \| \| \| \| \| \| \| \| \| \| \| \| \| \| 6. Richard Jenyns \| \| \| \| \| \| \| \| \| \| \| \| \| \| \| \| \| \| \| \| \| \| \| \| \| \| \| \| \| \| \| \| \| \| \| \| \| \| \| \| \| \| \| \| \| \| \| \| \| \| \| \| \| \| \| \| \| \| \| \| \| \| \| \| \| \| \| \| \| \| \| \| 26. \| \| \| \| \| \| \| \| \| \| \| \| \| \| \| \| \| \| \| \| \| \| \| \| \| \| \| \| \| \| \| \| \| \| \| \| \| \| \| \| \| \| \| \| \| \| \| \| \| \| \| \| \| \| \| \| \| \| \| \| \| \| \| \| \| \| \| \| \| \| \| \| 13. Alicia Spencer \| \| \| \| \| \| \| \| \| \| \| \| \| \| \| \| \| \| \| \| \| \| \| \| \| \| \| \| \| \| \| \| \| \| \| \| \| \| \| \| \| \| \| \| \| \| \| \| \| \| \| \| \| \| \| \| \| \| \| \| \| \| \| \| \| \| \| \| \| \| \| \| 27. \| \| \| \| \| \| \| \| \| \| \| \| \| \| \| \| \| \| \| \| \| \| \| \| \| \| \| \| \| \| \| \| \| \| \| \| \| \| \| \| \| \| \| \| \| \| \| \| \| \| \| \| \| \| \| \| \| \| \| \| \| \| \| \| \| \| \| \| \| \| \| \| 3. Sarah Jennings \| \| \| \| \| \| \| \| \| \| \| \| \| \| \| \| \| \| \| \| \| \| \| \| \| \| \| \| \| \| \| \| \| \| \| \| \| \| \| \| \| \| \| \| \| \| \| \| \| \| \| \| \| \| \| \| \| \| \| \| \| \| \| \| \| \| \| \| \| \| \| \| 28. \| \| \| \| \| \| \| \| \| \| \| \| \| \| \| \| \| \| \| \| \| \| \| \| \| \| \| \| \| \| \| \| \| \| \| \| \| \| \| \| \| \| \| \| \| \| \| \| \| \| \| \| \| \| \| \| \| \| \| \| \| \| \| \| \| \| \| \| \| \| \| \| 14. \| \| \| \| \| \| \| \| \| \| \| \| \| \| \| \| \| \| \| \| \| \| \| \| \| \| \| \| \| \| \| \| \| \| \| \| \| \| \| \| \| \| \| \| \| \| \| \| \| \| \| \| \| \| \| \| \| \| \| \| \| \| \| \| \| \| \| \| \| \| \| \| 29. \| \| \| \| \| \| \| \| \| \| \| \| \| \| \| \| \| \| \| \| \| \| \| \| \| \| \| \| \| \| \| \| \| \| \| \| \| \| \| \| \| \| \| \| \| \| \| \| \| \| \| \| \| \| \| \| \| \| \| \| \| \| \| \| \| \| \| \| \| \| \| \| 7. Frances Thornhurst \| \| \| \| \| \| \| \| \| \| \| \| \| \| \| \| \| \| \| \| \| \| \| \| \| \| \| \| \| \| \| \| \| \| \| \| \| \| \| \| \| \| \| \| \| \| \| \| \| \| \| \| \| \| \| \| \| \| \| \| \| \| \| \| \| \| \| \| \| \| \| \| 30. \| \| \| \| \| \| \| \| \| \| \| \| \| \| \| \| \| \| \| \| \| \| \| \| \| \| \| \| \| \| \| \| \| \| \| \| \| \| \| \| \| \| \| \| \| \| \| \| \| \| \| \| \| \| \| \| \| \| \| \| \| \| \| \| \| \| \| \| \| \| \| \| 15. \| \| \| \| \| \| \| \| \| \| \| \| \| \| \| \| \| \| \| \| \| \| \| \| \| \| \| \| \| \| \| \| \| \| \| \| \| \| \| \| \| \| \| \| \| \| \| \| \| \| \| \| \| \| \| \| \| \| \| \| \| \| \| \| \| \| \| \| \| \| \| \| 31. \| \| \| \| \| \| \| \| \| \| \| \| \| \| \| \| \| \| \| \| \| \| \| \| \| \| \| \| \| \| \| \| \| \| \| \| \| \| \| \| \| \| \| \| \| \| \| \| \| \| \| \| |                                                   |  |  |  |  |  |  |  |  |  |  |  |                      |  |  |  |
| |                                                   |  |  |  |  |  |  |  |  |  |  |  | 16. Jasper Churchill |  |  |  |
| |                                                   |  |  |  |  |  |  |  |  |  |  |  |                      |  |  |  |
| |                                                   |  |  |  |  |  |  |  |  |  |  |  |                      |  |  |  |
| |                                                   |  |  |  |  |  |  |  |  |  |  |  |                      |  |  |  |
| | 8. John Churchill                                 |  |  |  |  |  |  |  |  |  |  |  |                      |  |  |  |
| |                                                   |  |  |  |  |  |  |  |  |  |  |  |                      |  |  |  |
| |                                                   |  |  |  |  |  |  |  |  |  |  |  |                      |  |  |  |
| |                                                   |  |  |  |  |  |  |  |  |  |  |  |                      |  |  |  |
| | 17. Elizabeth Chaplet                             |  |  |  |  |  |  |  |  |  |  |  |                      |  |  |  |
| |                                                   |  |  |  |  |  |  |  |  |  |  |  |                      |  |  |  |
| |                                                   |  |  |  |  |  |  |  |  |  |  |  |                      |  |  |  |
| |                                                   |  |  |  |  |  |  |  |  |  |  |  |                      |  |  |  |
| | 4. Winston Churchill                              |  |  |  |  |  |  |  |  |  |  |  |                      |  |  |  |
| |                                                   |  |  |  |  |  |  |  |  |  |  |  |                      |  |  |  |
| |                                                   |  |  |  |  |  |  |  |  |  |  |  |                      |  |  |  |
| |                                                   |  |  |  |  |  |  |  |  |  |  |  |                      |  |  |  |
| | 18.                                               |  |  |  |  |  |  |  |  |  |  |  |                      |  |  |  |
| |                                                   |  |  |  |  |  |  |  |  |  |  |  |                      |  |  |  |
| |                                                   |  |  |  |  |  |  |  |  |  |  |  |                      |  |  |  |
| |                                                   |  |  |  |  |  |  |  |  |  |  |  |                      |  |  |  |
| | 9. Sarah Winston                                  |  |  |  |  |  |  |  |  |  |  |  |                      |  |  |  |
| |                                                   |  |  |  |  |  |  |  |  |  |  |  |                      |  |  |  |
| |                                                   |  |  |  |  |  |  |  |  |  |  |  |                      |  |  |  |
| |                                                   |  |  |  |  |  |  |  |  |  |  |  |                      |  |  |  |
| | 19.                                               |  |  |  |  |  |  |  |  |  |  |  |                      |  |  |  |
| |                                                   |  |  |  |  |  |  |  |  |  |  |  |                      |  |  |  |
| |                                                   |  |  |  |  |  |  |  |  |  |  |  |                      |  |  |  |
| |                                                   |  |  |  |  |  |  |  |  |  |  |  |                      |  |  |  |
| | 2. John Churchill, Công tước thứ 1 xứ Marlborough |  |  |  |  |  |  |  |  |  |  |  |                      |  |  |  |
| |                                                   |  |  |  |  |  |  |  |  |  |  |  |                      |  |  |  |
| |                                                   |  |  |  |  |  |  |  |  |  |  |  |                      |  |  |  |
| |                                                   |  |  |  |  |  |  |  |  |  |  |  |                      |  |  |  |
| | 20.                                               |  |  |  |  |  |  |  |  |  |  |  |                      |  |  |  |
| |                                                   |  |  |  |  |  |  |  |  |  |  |  |                      |  |  |  |
| |                                                   |  |  |  |  |  |  |  |  |  |  |  |                      |  |  |  |
| |                                                   |  |  |  |  |  |  |  |  |  |  |  |                      |  |  |  |
| | 10.                                               |  |  |  |  |  |  |  |  |  |  |  |                      |  |  |  |
| |                                                   |  |  |  |  |  |  |  |  |  |  |  |                      |  |  |  |
| |                                                   |  |  |  |  |  |  |  |  |  |  |  |                      |  |  |  |
| |                                                   |  |  |  |  |  |  |  |  |  |  |  |                      |  |  |  |
| | 21.                                               |  |  |  |  |  |  |  |  |  |  |  |                      |  |  |  |
| |                                                   |  |  |  |  |  |  |  |  |  |  |  |                      |  |  |  |
| |                                                   |  |  |  |  |  |  |  |  |  |  |  |                      |  |  |  |
| |                                                   |  |  |  |  |  |  |  |  |  |  |  |                      |  |  |  |
| | 5. Elizabeth Drake                                |  |  |  |  |  |  |  |  |  |  |  |                      |  |  |  |
| |                                                   |  |  |  |  |  |  |  |  |  |  |  |                      |  |  |  |
| |                                                   |  |  |  |  |  |  |  |  |  |  |  |                      |  |  |  |
| |                                                   |  |  |  |  |  |  |  |  |  |  |  |                      |  |  |  |
| | 22.                                               |  |  |  |  |  |  |  |  |  |  |  |                      |  |  |  |
| |                                                   |  |  |  |  |  |  |  |  |  |  |  |                      |  |  |  |
| |                                                   |  |  |  |  |  |  |  |  |  |  |  |                      |  |  |  |
| |                                                   |  |  |  |  |  |  |  |  |  |  |  |                      |  |  |  |
| | 11.                                               |  |  |  |  |  |  |  |  |  |  |  |                      |  |  |  |
| |                                                   |  |  |  |  |  |  |  |  |  |  |  |                      |  |  |  |
| |                                                   |  |  |  |  |  |  |  |  |  |  |  |                      |  |  |  |
| |                                                   |  |  |  |  |  |  |  |  |  |  |  |                      |  |  |  |
| | 23.                                               |  |  |  |  |  |  |  |  |  |  |  |                      |  |  |  |
| |                                                   |  |  |  |  |  |  |  |  |  |  |  |                      |  |  |  |
| |                                                   |  |  |  |  |  |  |  |  |  |  |  |                      |  |  |  |
| |                                                   |  |  |  |  |  |  |  |  |  |  |  |                      |  |  |  |
| | 1. Mary Churchill                                 |  |  |  |  |  |  |  |  |  |  |  |                      |  |  |  |
| |                                                   |  |  |  |  |  |  |  |  |  |  |  |                      |  |  |  |
| |                                                   |  |  |  |  |  |  |  |  |  |  |  |                      |  |  |  |
| |                                                   |  |  |  |  |  |  |  |  |  |  |  |                      |  |  |  |
| | 24. John Jennings                                 |  |  |  |  |  |  |  |  |  |  |  |                      |  |  |  |
| |                                                   |  |  |  |  |  |  |  |  |  |  |  |                      |  |  |  |
| |                                                   |  |  |  |  |  |  |  |  |  |  |  |                      |  |  |  |
| |                                                   |  |  |  |  |  |  |  |  |  |  |  |                      |  |  |  |
| | 12. John Jennings                                 |  |  |  |  |  |  |  |  |  |  |  |                      |  |  |  |
| |                                                   |  |  |  |  |  |  |  |  |  |  |  |                      |  |  |  |
| |                                                   |  |  |  |  |  |  |  |  |  |  |  |                      |  |  |  |
| |                                                   |  |  |  |  |  |  |  |  |  |  |  |                      |  |  |  |
| | 25. Anne Brouncker                                |  |  |  |  |  |  |  |  |  |  |  |                      |  |  |  |
| |                                                   |  |  |  |  |  |  |  |  |  |  |  |                      |  |  |  |
| |                                                   |  |  |  |  |  |  |  |  |  |  |  |                      |  |  |  |
| |                                                   |  |  |  |  |  |  |  |  |  |  |  |                      |  |  |  |
| | 6. Richard Jenyns                                 |  |  |  |  |  |  |  |  |  |  |  |                      |  |  |  |
| |                                                   |  |  |  |  |  |  |  |  |  |  |  |                      |  |  |  |
| |                                                   |  |  |  |  |  |  |  |  |  |  |  |                      |  |  |  |
| |                                                   |  |  |  |  |  |  |  |  |  |  |  |                      |  |  |  |
| | 26.                                               |  |  |  |  |  |  |  |  |  |  |  |                      |  |  |  |
| |                                                   |  |  |  |  |  |  |  |  |  |  |  |                      |  |  |  |
| |                                                   |  |  |  |  |  |  |  |  |  |  |  |                      |  |  |  |
| |                                                   |  |  |  |  |  |  |  |  |  |  |  |                      |  |  |  |
| | 13. Alicia Spencer                                |  |  |  |  |  |  |  |  |  |  |  |                      |  |  |  |
| |                                                   |  |  |  |  |  |  |  |  |  |  |  |                      |  |  |  |
| |                                                   |  |  |  |  |  |  |  |  |  |  |  |                      |  |  |  |
| |                                                   |  |  |  |  |  |  |  |  |  |  |  |                      |  |  |  |
| | 27.                                               |  |  |  |  |  |  |  |  |  |  |  |                      |  |  |  |
| |                                                   |  |  |  |  |  |  |  |  |  |  |  |                      |  |  |  |
| |                                                   |  |  |  |  |  |  |  |  |  |  |  |                      |  |  |  |
| |                                                   |  |  |  |  |  |  |  |  |  |  |  |                      |  |  |  |
| | 3. Sarah Jennings                                 |  |  |  |  |  |  |  |  |  |  |  |                      |  |  |  |
| |                                                   |  |  |  |  |  |  |  |  |  |  |  |                      |  |  |  |
| |                                                   |  |  |  |  |  |  |  |  |  |  |  |                      |  |  |  |
| |                                                   |  |  |  |  |  |  |  |  |  |  |  |                      |  |  |  |
| | 28.                                               |  |  |  |  |  |  |  |  |  |  |  |                      |  |  |  |
| |                                                   |  |  |  |  |  |  |  |  |  |  |  |                      |  |  |  |
| |                                                   |  |  |  |  |  |  |  |  |  |  |  |                      |  |  |  |
| |                                                   |  |  |  |  |  |  |  |  |  |  |  |                      |  |  |  |
| | 14.                                               |  |  |  |  |  |  |  |  |  |  |  |                      |  |  |  |
| |                                                   |  |  |  |  |  |  |  |  |  |  |  |                      |  |  |  |
| |                                                   |  |  |  |  |  |  |  |  |  |  |  |                      |  |  |  |
| |                                                   |  |  |  |  |  |  |  |  |  |  |  |                      |  |  |  |
| | 29.                                               |  |  |  |  |  |  |  |  |  |  |  |                      |  |  |  |
| |                                                   |  |  |  |  |  |  |  |  |  |  |  |                      |  |  |  |
| |                                                   |  |  |  |  |  |  |  |  |  |  |  |                      |  |  |  |
| |                                                   |  |  |  |  |  |  |  |  |  |  |  |                      |  |  |  |
| | 7. Frances Thornhurst                             |  |  |  |  |  |  |  |  |  |  |  |                      |  |  |  |
| |                                                   |  |  |  |  |  |  |  |  |  |  |  |                      |  |  |  |
| |                                                   |  |  |  |  |  |  |  |  |  |  |  |                      |  |  |  |
| |                                                   |  |  |  |  |  |  |  |  |  |  |  |                      |  |  |  |
| | 30.                                               |  |  |  |  |  |  |  |  |  |  |  |                      |  |  |  |
| |                                                   |  |  |  |  |  |  |  |  |  |  |  |                      |  |  |  |
| |                                                   |  |  |  |  |  |  |  |  |  |  |  |                      |  |  |  |
| |                                                   |  |  |  |  |  |  |  |  |  |  |  |                      |  |  |  |
| | 15.                                               |  |  |  |  |  |  |  |  |  |  |  |                      |  |  |  |
| |                                                   |  |  |  |  |  |  |  |  |  |  |  |                      |  |  |  |
| |                                                   |  |  |  |  |  |  |  |  |  |  |  |                      |  |  |  |
| |                                                   |  |  |  |  |  |  |  |  |  |  |  |                      |  |  |  |
| | 31.                                               |  |  |  |  |  |  |  |  |  |  |  |                      |  |  |  |
| |                                                   |  |  |  |  |  |  |  |  |  |  |  |                      |  |  |  |
| |                                                   |  |  |  |  |  |  |  |  |  |  |  |                      |  |  |  |